# إبراهيم صبرة
ابراهيم محمد عبدالله صبرة (مواليد 1 يناير 2006)، هو لاعب كرة قدم أردني يلعب حاليا لصالح نادي جوزتيبي التركي